# SN 2000bx
SN 2000bx – supernowa typu Ia odkryta 6 kwietnia 2000 roku w galaktyce A134855-0618. W momencie odkrycia miała maksymalną jasność 19,20m.